# Montchamp (Calvados)
Pour les articles homonymes, voir Montchamp.
Montchamp est une ancienne commune française, située dans le département du Calvados en région Normandie, devenue le 1er janvier 2016 une commune déléguée au sein de la commune nouvelle de Valdallière.
Elle est peuplée de 531 habitants.

## Géographie
La commune est au cœur du Bocage virois. Son bourg est à 6 km à l'est du Bény-Bocage, à 11 km au nord-ouest de Vassy et à 15 km au nord-est de Vire.
Le bourg est traversé par la route départementale no 56 reliant Le Bény-Bocage par Saint-Charles-de-Percy au nord-ouest à Vassy par Estry au sud-est. Elle croise dans le bourg la D 290 qui permet au nord de joindre Montchauvet. Au sud, celle-ci aboutit à la D 55 qui après avoir délimité le sud du territoire croise la D 56 dans le bourg voisin d'Estry et relie Vire au sud-ouest à Aunay-sur-Odon au nord-est. L'accès à l'A84 vers Caen est à Coulvain (échangeur 42) à 20 km au nord-est. Vers Rennes, l'échangeur de Guilberville (no 40) est à 19 km au nord-ouest, celui de Fleury (no 37, près de Villedieu-les-Poêles), plus proche de l'orthodromie, à 44 km à l'ouest.
Montchamp est entièrement dans le bassin de la Vire par deux de ses affluents : la Souleuvre, qui prend sa source au nord-est du territoire, et le ruisseau des Haises dont un sous-affluent, le ruisseau de Grincelle, draine les eaux d'une moindre partie sud-ouest. Les premiers affluents de la Souleuvre, dont le ruisseau de la Triboudière, le ruisseau de Montchamp et le ruisseau des Fieffes, parcourent également le territoire.
Le point culminant (260 m) se situe au nord,en limite de commune, à la source du ruisseau de Montchamp. Le point le plus bas (154 m) correspond à la sortie du ruisseau de Grincelle du territoire, au sud-ouest. La commune est bocagère.
Le climat est océanique, comme dans tout l'Ouest de la France. La station météorologique la plus proche est Caen-Carpiquet, à 38 km. Le Bocage virois s'en différencie toutefois pour la pluviométrie annuelle qui, à Montchamp, avoisine les 950 mm.
| Saint-Charles-de-Percy (comm. nouv. de Valdallière) | Montchauvet (comm. nouv. de Souleuvre en Bocage)                         | Montchauvet (comm. nouv. de Souleuvre en Bocage) |
| Saint-Charles-de-Percy (comm. nouv. de Valdallière) | Montchamp                                                                | Estry (comm. nouv. de Valdallière)               |
| Presles (comm. nouv. de Valdallière)                | Presles (comm. nouv. de Valdallière), Estry (comm. nouv. de Valdallière) | Estry (comm. nouv. de Valdallière)               |

## Toponymie
Le nom du village est attesté sous les formes Moschans en 1202, Muscamps en 1234, Monchamps en 1630.
Les toponymistes s'accordent pour analyser le second élément -champ comme étant le français « champ ». Par contre, ils interprètent le premier élément de diverses manières :
- Albert Dauzat et Charles Rostaing[4] postulent un nom d'homme latin Molius ;
- Ernest Nègre propose le nom de personne germanique Munus (NPAG I, 170b)[5] ;
- René Lepelley reprend l'explication des premiers par le nom de personne « roman » Molius[6].

Remarques : la proposition d'Albert Dauzat et Charles Rostaing est peu vraisemblable, car s'il s'agit d'une formation en -champ (cf. par exemple Ramonchamp), donc médiévale, elle peut difficilement être basée sur un nom de personne qui n'était plus en usage à l'époque. En outre, il n'y a pas de trace d'un [l] dans les formes anciennes. Le village se situant au nord de la ligne Joret, la forme attendue devrait être *Moncamp (Muscamp 1234), comme Martincamp à Bully (Seine-Maritime).
L'homographie avec Montchamp (Cantal, Monchalm 1289) est fortuite.
Au cours de la période révolutionnaire de la Convention nationale (1792-1795), la commune, alors nommée Montchamp, a porté le nom de Montchamp-le-Grand pour faire la distinction avec Montchamp-le-Petit, nom révolutionnaire attribué à la commune voisine de Saint-Charles-de-Percy. Cette appellation a perduré jusqu'en 1856, lorsque la commune reprit son nom d'origine.
Le gentilé est  Molicampien.

## Histoire
Lors de la bataille de Normandie, en 1944, Montchamp est libéré le 4 août par le 1st Battalion Welsh Guards, une unité de la Guards Armoured Division.
Le 1er janvier 2016, Montchamp intègre avec treize autres communes la commune de Valdallière créée sous le régime juridique des communes nouvelles instauré par la loi no 2010-1563 du 16 décembre 2010 de réforme des collectivités territoriales. Les communes de Bernières-le-Patry, Burcy, Chênedollé, Le Désert, Estry, Montchamp, Pierres, Presles, La Rocque, Rully, Saint-Charles-de-Percy, Le Theil-Bocage, Vassy et Viessoix deviennent des communes déléguées et Vassy est le chef-lieu de la commune nouvelle.

## Politique et administration
| Période                                  | Période       | Identité      | Étiquette | Qualité    |
| ---------------------------------------- | ------------- | ------------- | --------- | ---------- |
| ?                                        | juin 1944     | Henry Morel   |           |            |
| avant 1995                               | mars 2001     | Robert Morel  | DVD       |            |
| mars 2001                                | décembre 2015 | Gilles Faucon | SE        | Enseignant |
| Les données manquantes sont à compléter. |               |               |           |            |

Le conseil municipal était composé de quinze membres dont le maire et deux adjoints. Ces conseillers intègrent au complet le conseil municipal de Valdallière le 1er janvier 2016 jusqu'en 2020 et Gilles Faucon devient maire délégué.

## Démographie
En 2021, la commune comptait 531 habitants. Depuis 2004, les enquêtes de recensement dans les communes de moins de 10 000 habitants ont lieu tous les cinq ans (en 2008, 2013, 2018, etc. pour Montchamp) et les chiffres de population municipale légale des autres années sont des estimations.
Montchamp a compté jusqu'à 1 164 habitants en 1806.
| 1793  | 1800  | 1806  | 1821  | 1831  | 1836  | 1841  | 1846  | 1851  |
| ----- | ----- | ----- | ----- | ----- | ----- | ----- | ----- | ----- |
| 1 059 | 1 045 | 1 164 | 1 086 | 1 047 | 1 052 | 1 023 | 1 059 | 1 041 |

| 1856 | 1861 | 1866 | 1872 | 1876 | 1881 | 1886 | 1891 | 1896 |
| ---- | ---- | ---- | ---- | ---- | ---- | ---- | ---- | ---- |
| 981  | 937  | 930  | 945  | 931  | 885  | 837  | 839  | 831  |

| 1901 | 1906 | 1911 | 1921 | 1926 | 1931 | 1936 | 1946 | 1954 |
| ---- | ---- | ---- | ---- | ---- | ---- | ---- | ---- | ---- |
| 811  | 831  | 783  | 696  | 726  | 720  | 685  | 683  | 619  |

| 1962 | 1968 | 1975 | 1982 | 1990 | 1999 | 2008 | 2013 | 2018 |
| ---- | ---- | ---- | ---- | ---- | ---- | ---- | ---- | ---- |
| 611  | 606  | 523  | 508  | 523  | 521  | 545  | 598  | 545  |

| 2019 | - | - | - | - | - | - | - | - |
| ---- | - | - | - | - | - | - | - | - |
| 535  | - | - | - | - | - | - | - | - |

## Lieux et monuments

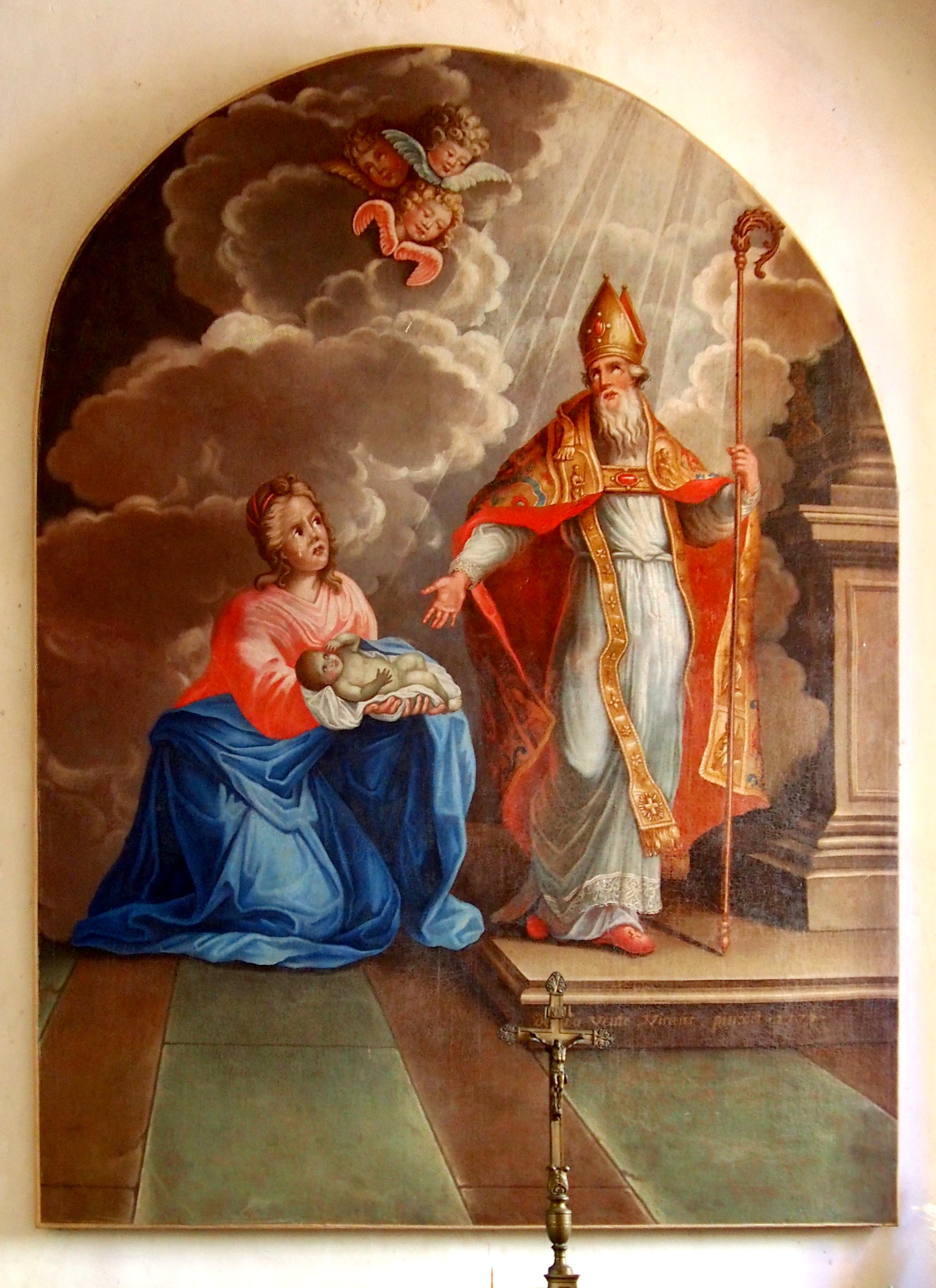
Le tableau Saint Martin ressuscitant un enfant.

- Église Saint-Martin des XVIe et XIXe siècles. Elle abrite trois tableaux du XVIIIe siècle classés à titre d'objets aux Monuments historiques[17].
- Monument de la Résistance, à la mémoire de victimes des nazis, érigé sur la commune et inauguré en 1953 par le général de Gaulle.
- Une « grotte de Lourdes », aménagée par l'abbé Hamon à la suite de la guérison miraculeuse d'un de ses paroissiens à Lourdes, est inaugurée en 1908[18].

## Activité et manifestations

### Jumelages
Trois-Ponts (Belgique) depuis 2008.

## Personnalités liées à la commune
- Antoine Chevalier (1523-1572), né à Montchamp, hébraïste français.
- Henri Schuh (mort en 1946), résistant.
- Marcel Oblin (secrétaire de mairie), résistant.
- Louise Oblin (femme de Marcel Oblin), résistante.
- Alexis Lair, journalier agricole ; résistant OCM[20] et son père Henri Lair, agriculteur et marchand de beurre à Montchamp, résistants membres de l’OCM. Ils font partie des fusillés de la prison de Caen le 6 juin 1944[21].

## Héraldique
| Blason de Montchamp (Calvados) | Blason  | Coupé ondé : au 1er d'argent semé de trèfles de sinople, au 2e d'azur plain, au chef denché de gueules plain. |
| Blason de Montchamp (Calvados) | Détails | |